# اقتشة كند (درسجين)
اقتشة کند (بالفارسية: اقچه کند) هي قرية تقع في إيران في قسم درسجین الریفي. يقدر عدد سكانها بـ 122 نسمة بحسب إحصاء 2016.